# 鎮北 (砲艦)
| 鎮北    |                                    |
| 艦歴    |                                    |
| 発注:   | 1875年(光緒元年)両江総督 李宗羲    |
| 建造所: | アームストロング社エルジック造船所 |
| 起工:   | 1879年                             |
| 進水:   | 1879年                             |
| 就役:   | 1880年                             |
| 除籍:   | 1903年8月21日雑役船編入            |
| 廃船:   | 1906年6月8日                       |
| 所属:   | 清国海軍 · 大日本帝国海軍          |
| 要目    |                                    |
| 排水量: | 常備：420t                         |
| 全長:   | 垂線間長:36.6m                     |
| 全幅:   | 8.8m                               |
| 吃水:   | 2.9m                               |
| 機関:   | 2軸レシプロエンジン2基 420馬力     |
| 最大速: | 10.0kt                             |
| 兵員:   | 28名                               |
| 兵装:   | 28cm砲1基 12ポンド砲1基            |
| その他: | 信号符字：GQHR（1895年〜）         |

鎮北（ちんほく、鎭北）は、日本海軍の砲艦。元清国海軍の鎮東型砲艦「鎮北 Chen-Pei」で日清戦争の戦利艦である。

## 艦歴
1880年、イギリス、ニューカッスルのアームストロング社エルジック工場で竣工、清国北洋水師に所属した。
日清戦争時の1895年（明治28年）2月17日、威海衛で捕獲され、3月16日に日本艦籍に編入された。その後の日清戦争中には国内警備に従事した。1898年（明治31年）3月21日、日本海軍は海軍軍艦及び水雷艇類別標準を制定し、1,000トン未満の砲艦を二等砲艦と定義。鎮北は二等砲艦に類別される。
1903年（明治36年）8月21日に除籍され雑役船に編入、1906年（明治39年）6月8日に廃船となり、9月14日、艦営需品魚形水雷標的となった。1909年（明治42年）11月20日に売却報告。

## 同型艦
- 鎮東 - 鎮西 - 鎮南 - 鎮北 - 鎮中 - 鎮辺

## 参考資料
- 呉市海事歴史科学館編『日本海軍艦艇写真集 航空母艦・水上機母艦』ダイヤモンド社、2005年。
- 片桐大自『聯合艦隊軍艦銘銘伝』普及版、光人社、2003年。
- アジア歴史資料センター（公式）
  - 『公文類聚・第十九編・明治二十八年・第二十四巻・軍事二・陸軍二・海軍：捕獲清国軍艦鎮遠以下十艘ヲ帝国軍艦トス』。Ref.A01200839500。
  - 『公文類聚・第十九編・明治二十八年・第二十七巻・交通（郵便～船車）：軍艦須磨其他ノ艦船ヘ点附ノ信号符字』。Ref.A15113036900。
  - 『明治31年 達 完：3月(1)』。Ref.C12070040500。